# Corpoyer-la-Chapelle
Corpoyer-la-Chapelle là một xã ở tỉnh Côte-d'Or trong vùng Bourgogne-Franche-Comté, phía đông nước Pháp. Khu vực này có độ cao trung bình 350 mét trên mực nước biển.

## Dân số
| Năm | 1962 | 1968 | 1975 | 1982 | 1990 | 1999 | 2006 | 2009 |
| --- | ---- | ---- | ---- | ---- | ---- | ---- | ---- | ---- |
| Dân số | 46   | 51   | 25   | 12   | 28   | 26   | 22   | 22   |
| From the year 1962 on: No double counting—residents of multiple communes (e.g. students and military personnel) are counted only once. 2006: Provisional population (annual survey). |      |      |      |      |      |      |      |      |